# 4colors
4colors è il primo album in studio in lingua giapponese (il secondo in totale) del girl group sudcoreano Mamamoo, pubblicato il 7 agosto 2019.
4colors può considerato come la compilation in lingua giapponese del progetto Four Seasons, Four Colors.

## Tracce
1. Starry Night (Japanese Version) – 3:33
2. Hwasa – Be Calm – 3:30
3. Egotistic (Japanese Version) – 3:18
4. Moonbyul – Selfish (feat. Seulgi delle Red Velvet) – 3:15
5. Wind flower (Japanese Version) – 3:55
6. Solar – Hello – 3:18
7. Gogobebe (Japanese Version) – 3:17
8. Wheein – 25 – 3:24
9. Décalcomanie (Japanese Version) – 3:38
10. You Don't Know Me – 3:44
11. Sleep Talk – 3:09
12. Nada Sousou ( (涙そうそう?)) – 4:15